# Pomadasys bipunctatus
Pomadasys bipunctatus es una especie de peces de la familia Haemulidae en el orden de los Perciformes.

## Distribución geográfica
Se encuentra en Chile.